# الیزابت انسکوم
گرترود الیزابت مارگارت اَنسکوم (۱۸ مارس ۱۹۱۹–۵ ژانویه ۲۰۰۱) فیلسوف تحلیلی بریتانیایی بود که در زمینه‌های فلسفه عمل، ذهن و منطق فعالیت می‌کرد. انسکوم از شاگردان لودویگ ویتگنشتاین بود و کتاب پژوهش‌های فلسفی او را به انگلیسی برگرداند. دونالد دیویدسون نوشته‌های او در زمینه فلسفه عمل را مهم‌ترین آثار از زمان ارسطو می‌داند.

## زندگی
انسکوم در ایرلند به دنیا آمد، چرا که پدرش در هنگام جنگ استقلال ایرلند از سوی ارتش بریتانیا مأمور حضور در ایرلند بود. او که در دانشگاه آکسفورد به تحصیل مشغول شد، در سال اول دانشگاه به مذهب کاتولیک روی آورد و تا پایان زندگی به این کیش پایبند ماند. او به دلیل مخالفتش با حضور بریتانیا در جنگ جهانی دوم جنجال‌های فراوانی آفرید. در سال ۱۹۴۱ با پیتر گیچ فیلسوف اخلاق و شاگرد دیگر ویتگنشتاین ازدواج کرد. آن‌ها دارای هفت فرزند شدند، سه پسر و چهار دختر.

## آثار
نیت (کتاب) (قصدیت)-۱۹۵۷- یکی از مهم‌ترین آثار وی است، هدف اثر روشن ساختن خصوصیات اراده و اعمال انسانی است.